# تراث الإغريق الهنود
الإرث الهندي الإغريقي يبدأ مع النهاية الرسمية للمملكة الهندية الإغريقية من القرن الأول، حيث عاشت المجتمعات اليونانية في آسيا الوسطى وشمال غرب الهند تحت سيطرة فرع كوشان من شعب يويشي، باستثناء الفترة القصيرة لغزو المملكة الهندية الفرثية. أسس الكوشان الإمبراطورية الكوشانية، التي ازدهرت لعدة قرون. وفي الجنوب كان اليونانيون تحت حكم الساتراب الغربيين.
من غير الواضح إلى أي مدى تمكن اليونانيون من الحفاظ على وجودهم المميز في شبه القارة الهندية.

## المجتمع

### سياسة
ينتمي الملوك الهندو يونانيون الستة والثلاثون المعروفون من خلال النقوش أو من خلال عملاتهم المعدنية إلى الفترة ما بين 180 قبل الميلاد حتى 10-20 بعد الميلاد. وهناك بعض الإشارات إلى وجود سياسي هندي يوناني لاحق في شبه القارة الهندية. وربما كان ثيوداما، المعروف من نقش على خاتم، حاكمًا هنديًا يونانيًا في منطقة باجور من القرن الأول الميلادي. وفي القرن الثالث اعتمد حكام الساتراب الغربيون السكوثيون على اليونانيين، مثل اليافانسفارا (حاكم اليونانيين)، الذين ربما كانوا ينظمون ضمن مدن بوليس مستقلة إلى حد ما.
يُعتقد أن نوعًا من التنظيم السياسي اليوناني كان موجودًا في النصف الأول من القرن الرابع بعد حكم إمبراطورية ساتافاهانا. ويقترح هذا أيضًا من قبل نصوص بورانا (ماتسيا بورانا، وفايو بورانا، وبراهماندا بورانا، وفيشنو بورانا، وبهاغافاتا بورانا) التي تقدم قائمة بالسلالات التي حكمت بعد تراجع حكم ساتافانا: وتشمل هذه القائمة 8 ملوك من اليافانا، ويعتقد أنها سلالة من أصل يوناني، على الرغم من أنها غير معروفة بطريقة أخرى. ووفقًا لإحدى النظريات فإن سلالة تشالوكيا في جنوب الهند سميت باسم «سلوقية» (السلوقيون)، وكان صراعهم مع سلالة بالافا مجرد استمرار للصراع بين السلوقية القديمة و«الفرثيين»، أسلاف البالافا المفترضين. ولكن نظرية الدكتور لويس، القائمة على مجرد تشابه الأسماء، لم تجد قبولًا على الإطلاق لأن سلالة بالافا كانوا في صراع دائم مع سلالة كادامبا، قبل ظهور تشالوكيا.

### المدن
يبدو أن بعض المدن اليونانية بقيت على حالها تحت الحكم الفرثي: فقد وصف إيزيدوروس من شاركس في القرن الأول الميلادي خط سير الرحلة «المراكز الفرثية» «ألكسندروبوليس، حاضرة أراكوسيا» بأنها يونانية:
«ما وراء أراكوسيا، ويسميها الفرثيون بالهند البيضاء؛ هناك مدينة بيت ومدينة فرسانا ومدينة كروجود ومدينة ديمترياس؛ ثم ألكسندروبوليس، حاضرة أراكوسيا؛ إنها يونانية، وبها يتدفق نهر أراكوتوس. بقدر ما تكون الأرض تحت حكم الفرثيين».
- «مراكز الفرثيين» القرن الأول الميلادي. النص الأصلي في الفقرة 19 من مراكز الفرثيين.
وأيضًا لا تزال مدينة الإسكندرية بوسيفالوس على نهر جيلوم مذكورة في القرن الأول من دليل ملاحة البحر الأحمر، وكذلك في اللوحة البويتيغرية الرومانية.

### القوة العسكرية
ورد ذكر المرتقزقة اليونانيين من شمال غرب الهند في سجلات مملكة بانديان في مادوراي، ووصفوا بمحاربي اليافاناس شجعان العينين، الذين كانت أجسادهم قوية وذات منظر رهيب.
في بداية القرن الثاني، وُصف ملك ساتافاهانا ساتاكارني الذي حكم (106م-130م) في الهند الوسطى بأنه «مُدمر ساكاس (كشاترابس الغربية، ويافاناس (الهندو-يونانيون)، وباهلافاس (هندو-بارثيان)».
عَملوا في زمن حُكم ساتاكارني على نقش نقوش عديدة تشير إلى استمرار وجود الهند الإغريق حتى في ذلك الوقت.

### التجارة
تضاءلت القوة السياسية لليونانيين في الشمال بسبب الغزوات البدوية. استمرت العلاقات التجارية بين البحر الأبيض المتوسط والهند لعدة قرون.
بدأت التجارة من قبل اكزودوس في عام (130 ق.م.) واستمرت في الازدياد، وفقاً لسترابو، بحلول شهر أغسطس كان ما يصل إلى 120 سفينة تُبحر كل عام من ميوس هورموس إلى الهند.
استُخدم الكثير من الذهب في التجارة هذه، إذ أعاد تدويره الكوشان من أجل صُنع عُملاتهم الخاصة.
كان الوسطاء اليونانيين لا زالوا يتعاملون مع هذه التجارة، إذ إن جميع أسماء قباطنة السُفن في تلك الفترة يونانية.
وقد سُجلت تبادلات مختلفة بين الهند وروما خلال هذه الفترة، على وجه الخصوص السفارات من الهند، بالإضافة إلى العديد من البعثات من سارماناس إلى الأباطرة الرومان، في النهاية، وجدت السلع والأعمال الفنية الرومانية طريقها إلى الكوشان، ووثقت الاكتشافات الأثرية في بغرام.

## الثقافة

### الدين في الحضارة الهندو-إغريقية
تأثير الهندو-إغريق على الأفكار والديانات الهندية غير معروف، على الرغم من اقتراح العديد من التأثيرات.
في البداية، اتبع المستوطنون اليونانيون في الهند مجموعة من الآلهة الذي تم دمجهم مع آلهة أخرى.
.انتشرت البوذية أيضاً في المجتمعات اليونانية من قبل الإمبراطور المورياني أشوكا.
يعتقد العُلماء أن بوذية ماهايانا بدأت نحو القرن الأول قبل الميلاد، في شبه القارة الهندية الشمالية الغربية، بما يتوافق مع وقت ومكان الازدهار الهندو-يوناني، لقد تم بالفعل اقتراح تأثيرات متعددة الثقافات في ظهور الماهايانا.
وفقاً لريتشارد فولتز، يجب البحث عن التأثيرات التكوينية الرئيسية على التطور المُبكر لحركات الماهايانا والأرض النقية، والتي أصبحت جزءًا كبيراً من حضارة شرق آسيا، في لقاءات البوذية السابقة على طول طريق الحرير.
مع ظهور ماهايانا البوذية، تلقَت تأثيرات من الطوائف التعبدية الهندوسية الشعبية (البهاكتي)، واللاهوت الفارسي واليوناني-الروماني الذي تَسرب إلى الهند من الشمال الغربي.

### الجَانب الفَني
استمرت التمثيلات والأنماط الفنية اليونانية، مع بعض الإضافات المحتملة من العالم الروماني، في الحفاظ على هوية قوية حتى القرنين الثالث
والرابع، كما يتضح من البقايا الأثرية لمواقع مثل حدّة في شرق أفغانستان.
نُقلت الصورة اليونانية البوذية لبوذا تدريجياً عبر آسيا الوسطى والصين حتى وصلت إلى اليابان في القرن السادس.
اعتُمدت العديد من عناصر الأساطير اليونانية والأيقونات، التي أدخلها الهندو-إغريقيون في شمال غرب الهند من خلال عملاتهم مثلاً، في جميع أنحاء آسيا بأسلوب بوذي، وخاصةً على طول طريق الحرير.
يُعد الإله البوذي الياباني شوكونغوشين، أحد الآلهة الحامية المليئة بالغضب للمعابد البوذية في اليابان، وهي حالة مثيرة للاهتمام لنقل صورة الإله اليوناني الشهير هيراكليس إلى الشرق الأقصى على طول طريق الحرير.
جرى تقديم صورة هيراكليس في الهند بعملة ديمتريوس والعديد من خُلفائه، والتي استُخدمت في الفَن اليوناني البوذي لتمثيل فاجراباني كـحامي بوذا، ثُم استُخدمت في آسيا الوسطى والصين واليابان لـتصوير الآلهة الحامية للمعابد البوذية.